# Anne Mbunguje Marembo
 (mars 2025).
La mise en forme du texte ne suit pas les recommandations de Wikipédia : il faut le « wikifier ».
Les points d'amélioration suivants sont les cas les plus fréquents. Le détail des points à revoir est peut-être précisé sur la page de discussion.
- Les titres sont pré-formatés par le logiciel. Ils ne sont ni en capitales, ni en gras.
- Le texte ne doit pas être écrit en capitales (les noms de famille non plus), ni en gras, ni en italique, ni en « petit »…
- Le gras n'est utilisé que pour surligner le titre de l'article dans l'introduction, une seule fois.
- L'italique est rarement utilisé : mots en langue étrangère, titres d'œuvres, noms de bateaux, etc.
- Les citations ne sont pas en italique mais en corps de texte normal. Elles sont entourées par des guillemets français : « et ».
- Les listes à puces sont à éviter, des paragraphes rédigés étant largement préférés. Les tableaux sont à réserver à la présentation de données structurées (résultats, etc.).
- Les appels de note de bas de page (petits chiffres en exposant, introduits par l'outil «  Source ») sont à placer entre la fin de phrase et le point final[comme ça].
- Les liens internes (vers d'autres articles de Wikipédia) sont à choisir avec parcimonie. Créez des liens vers des articles approfondissant le sujet. Les termes génériques sans rapport avec le sujet sont à éviter, ainsi que les répétitions de liens vers un même terme.
- Les liens externes sont à placer uniquement dans une section « Liens externes », à la fin de l'article. Ces liens sont à choisir avec parcimonie suivant les règles définies. Si un lien sert de source à l'article, son insertion dans le texte est à faire par les notes de bas de page.
- La présentation des références doit suivre les conventions bibliographiques. Il est recommandé d'utiliser les modèles {{Ouvrage}}, {{Chapitre}}, {{Article}}, {{Lien web}} et/ou {{Bibliographie}}. Le mode d'édition visuel peut mettre en forme automatiquement les références.
- Insérer une infobox (cadre d'informations à droite) n'est pas obligatoire pour parachever la mise en page.

Pour une aide détaillée, merci de consulter Aide:Wikification.
Si vous pensez que ces points ont été résolus, vous pouvez retirer ce bandeau et améliorer la mise en forme d'un autre article.
Anne Mbuguje Marembo, née le 26 août 1974 à Mbujimayi en République démocratique du Congo, est une femme politique congolaise dans le monde des affaires. Elle est directrice de cabinet de Pierre Kangudia, ministre d’État, chargé du budget.

## Biographie

### Formation
En 2000, elle obtient le diplôme de master en Business Administration with emphasis in Finance, obtenu en 2000 à la Webster Graduate School, le campus londonien de la Webster University, elle obtint un graduat en droit de l’Université Libre de Bruxelles (ULB) (promotion 1994) et un Bachelor en droit et relations internationales obtenu à l'University of Richmond en 1997.

### Carrière politique
En 2024, Anne Mbuguje Marembo proclamée élue sénatrice de Kinshasa sur la liste du regroupement politique AVC-A du ministre Didier Budimbu,.

### Vie privée
Anne Mbuguje Marembo est mère de deux enfants et mariée à l’homme politique congolais Giala Mobutu fils du maréchal Mobutu Sese Seko et de Bobi Ladawa.